# Sainte-Eulalie-d'Olt
Sainte-Eulalie-d'Olt è un comune francese di 373 abitanti situato nel dipartimento dell'Aveyron nella regione dell'Occitania.

## Società

### Evoluzione demografica
Abitanti censiti